# Georges Duplain
Pour les articles homonymes, voir Duplain.
Georges Duplain, né le 25 août 1914 à Pompaples et mort dans le même village le 12 octobre 1993, est un journaliste, écrivain et traducteur vaudois.

## Biographie
Georges Duplain fait ses classes au collège d'Orbe. Dès 1936, il devient journaliste à l'Express de Bienne, rédacteur de la Gazette de Lausanne (de 1943 à 1952), directeur du Journal d'Yverdon (de 1953 à 1958), puis correspondant au Palais fédéral de la Gazette de Lausanne et de la radio suisse romande, de 1959 à 1967. 
De 1968 à 1979 Georges Duplain est directeur de l'Agence télégraphique suisse (ATS) à Berne. Georges Duplain est plusieurs fois couronné pour ses ouvrages historiques et littéraires, Prix Paul Budry 1965 et Prix Thorens 1987. En 1993, il reçoit un hommage spécial Plans-Fixes de la Fondation vaudoise pour la promotion et la création artistiques.
Il a été membre de l'Association des amis de Robert Brasillach.

## Publications
- Ramuz, une biographie, Lausanne 1991
- Chillon pas à pas, Veytaux 1988
- Les Dessins de la providence, Yverdon 1981
- Épalinges et la route de Berne, Épalinges 1985
- Le Gai combat des Cahiers vaudois, Lausanne 1985
- Le gouverneur du milieu du monde, Lausanne 1976
- L'homme aux mains d'or : Werner Reinhart, Rilke et les créateurs de Suisse romande, Lausanne 1988
- Lettres du Nouveau Monde, Yverdon 1956
- La Sarraz, château du milieu du monde, Lausanne 1972
- Les structures de l'avenir, Lausanne 1962
- La Suisse en 365 anniversaires, Bienne 1964
- La Suisse de Paul Budry, Lausanne 1983

## Distinctions
- Prix Paul Budry 1965
- Prix Thorens 1987

## Sources
- « Georges Duplain », sur la base de données des personnalités vaudoises sur la plateforme « Patrinum » de la Bibliothèque cantonale et universitaire de Lausanne.
- Georges Duplain, journaliste et écrivain : le 28 juin 1993 au Cercle littéraire de Lausanne, Yverdon-les-Bains : Association Plans-fixes, [1993], Plans-fixes
- Cyrill Tchimorin, « Georges Duplain » dans le Dictionnaire historique de la Suisse en ligne.
- Revue Historique Vaudoise (1988, p. 230-233)